# Teenage Bad Girl
Teenage Bad Girl est un groupe de musique électronique français, composé de Guillaume Manbell et de Greg Kazubski.

## Biographie
Guillaume Manbell débute la musique tôt par l'apprentissage de la batterie. Greg Kazubski reçoit quant à lui une formation de piano classique. L'histoire de Teenage Bad Girl débute en 2004 lorsque Guillaume Manbell décide de publier la musique qu'il crée par l'intermédiaire d'un label qu'il va fonder, Archibell Records. Il y sortira un maxi composé de 4 titres nommé It's Been Too Long sous le pseudo Alyoa. Peu après, il rencontre Greg Kazubski sur Internet par le biais du logiciel Soulseek où ils échangent leurs créations, c'est le début du duo. Greg Kazubski remixera un morceau de Guillaume qui sortira sur un autre EP, toujours intitulé It's Been Too Long, accompagné d'un remix de Lifelike.
Le groupe prendra forme peu de temps après, ils s'inspireront notamment d'un film pour donner le nom de Teenage Bad Girl au groupe. Ils réalisent alors leur premier remix des Scissor Sisters, I Don't Feel Like Dancin'. C'est le moment aussi où ils créent leurs premiers morceaux communs Hands of a Stranger et Ghost House qui sortiront chez Archibell Records. À la suite de leur succès, le label Citizen Records les contacte et souhaite d'eux qu'ils créent leur premier album. Le label étant celui de Vitalic et les garçons étant des fans de l'artiste, ils acceptent directement la proposition. Il s'ensuivra de longues semaines de travail pour voir naître leur premier album Cocotte, sorti en 2007, et composé de 14 titres,,. Un EP Cocotte a également été publié via ce label et ne passera pas inaperçu dans le monde de la French touch[réf. nécessaire]. Ensuite, Teenage Bad Girl tournera dans de nombreuses salles. Parmi leurs créations, on compte des remixes de Goose, Boys Noize, Chromeo ou encore Felix da Housecat.
Un deuxième album voit le jour sous le nom de Cocotte 2.0 en deux CD qui comprend l'album original et dix remixes faits par ou pour le groupe. Un EP, Hands of a Stranger 2.0, est également sorti. En 2008, Greg Kazubski sort de son côté un EP en solo sous le nom de Kazyo, intitulé Teenage Bad Girl is Dead, chez Archibell Records. Guillaume Manbell lui fait un remix du morceau Time Machine de TBS qui est sorti chez Sismic Records.
Mai 2011, le duo annonce la date de sortie de leur nouvel opus Backwash, un album « davantage basé sur les idées », selon Guillaume Manbell et Greg Kazubski[réf. nécessaire]. Il sortira le 6 juin, et comprendra les titres déjà connus Tonton Funk (2010) et Keep Up with You. Le groupe propose également en téléchargement gratuit le titre The Wave via leur site web. Aucune sortie ne se fait par la suite si ce n'est que leur morceau Cocotte sera présente dans la compilation French Touch - Electronic Music Made In France Vol. 02 sorti en 2016 chez Wagram Music.
Mais en 2024, après une longue période de silence, le duo reprends du service en annonçant un nouvel album intitulé Separate avec trois singles : California Wang, Buried Feeling et Pull Yourself Together.

## Discographie

### EP
- 2005 : Alyoa - It's Been Too Long (Archibell Records)

Face A
- It's Been Too Long
- It's Been Too Long (Psychedelic remix)

Face B
- Stupid Stone
- All Over Now (feat. Me)

- 2005 : Alyoa - It's Been Too Long (Archibell Records)

Face A
- It's Been Too Long
- Lifelike'Top Gun Mix

Face B
- Greg Kazubski Sound Diego Mix

- 2006 : Hands of a Stranger EP (Archibell Records)

Face A
- Hands of a Stranger

Face B
- Ghost House

- 2007 : Cocotte EP (Citizen Records)

Face A
- Cocotte (Original Mix)
- Du, meine Sonne
- D'ran

Face B
- Cocotte (Boys Noize Rework)
- Cocotte (Hystereo Rebrand)
- Hands of a Stranger (Yuksek Remix)

- 2007 : Hands of a Stranger 2.0 (Citizen Records)

Face A
- Hands of a Stranger (Vitalic Re-Edit)

Face B
- Hands of a Stranger (D.I.M Rework)

- 2008 : Kazyo - Teenage Bad Girl is Dead EP (Archibell Records)

Face A
- Teenage Bad Girl is Dead
- Olive

Face B
- Make Yeah
- Remember the Time

- 2010 : Tonton Funk EP

Face A
- Tonton Funk (Extended Mix)
- Tonton Funk (Les Petits Pilous Remix)

Face B
- Tonton Funk (Franz & Shape Remix)
- Tonton Funk (The Toxic Avenger Remix)

- 2011 : Keep Up with You EP (Citizen Records)

### Remixes
- 2006 : Scissor Sisters - I Don't Feel Like Dancin' (Net's Work Italy)

Face A
- I Don't Feel Like Dancin (Paper Faces Remix)
- I Don't Feel Like Dancin (Erol Alkan Mix)

Face B
- I Don't Feel Like Dancin (Linus Loves vocal Version)
- I Don't Feel Like Dancin (Teenage Bad Girl Remix)
- I Don't Feel Like Dancin (Radio Edit)

- 2007 : Goose - Bring It On (Skint)

Face A
- Bring It On (JFK remix)

Face B
- Bring It On (Teenage Bad Girl remix)
- Bring It On (Acid Jacks remix)

Face C
- Bring It On (Boris Dlugosch remix)

Face D
- Black Gloves (Extended Mix)

- 2007 : Felix Da Housecat - Like Something 4 Porno! (PIAS Benelux)

Face A
- Like Something 4 Porno! (Teenage Bad Girl remix)
- Like Something 4 Porno! (Kris Menace remix)

Face B
- Like Something 4 Porno! (Armand Van Helden remix)
- Pretty Girls Don't Dance (What Should I Do?)

- 2007 : Boys Noize - & Down (Boysnoize Records)

Face A
- & Down

Face B
- Wisconsin '95
- & Down (Teenage Bad Girl remix)

- 2008 : Chromeo - Needy Girl (Backyard)

Face A
- Needy Girl (Lifelike remix)
- Needy Girl (album version)

Face B
- Needy Girl (Teenage Bad Girl remix)
- Needy Girl (Boy 8-Bit's Talk box dub)

- 2008 : TBS - Time Machine (Sismic)

Face A
- Time Machine
- Brian Loves Brian

Face B
- Time Machine (Alyoa aka Guillaume Manbell of Teenage Bad Girl remix)
- Brian Loves Brian (Jan Bess remix)

### Autres réalisations
- Hands of a Stranger (Jun-X Remix) (disponible uniquement en téléchargement)
- Dieze Deux (disponible uniquement en téléchargement)
- USB Dick - Plug Me In (Pirate Robot Midget Curse Mix)
- USB Dick - Plug Me In (Donovan No Fuckers Remix)  (présent dans la compilation Citizen Records)
- Windrunner 82 for Nike (produit pour une publicité Nike[réf. nécessaire])